# Хеби
Хеби (鹤壁) град је Кини у покрајини Хенан. Према процени из 2009. у граду је живело 252.059 становника.

## Становништво
Према процени, у граду је 2009. живело 252.059 становника.
| 1990.   | 2000.   | 2009    |
| ------- | ------- | ------- |
| 196.511 | 228.758 | 252.059 |